# Наварин (нос)
Нос Наварин е нос в южната част на Чукотка, който се мие от Берингово море.
Картографиран е през 1828 г. и е кръстен в чест на победата на руснаците в Наваринското сражение.